# Michael Matijevic
Michael Matijevic (född Miljenko Matijević den 30 november 1964 i Zagreb i Jugoslavien, nuvarande Kroatien) är en amerikansk rocksångare.

## Biografi
Michael (också känd som Mili eller Mike) är mest känd som sångaren i den amerikanska heavy metal-gruppen Steelheart.
Michael upptäckte tidigt sin talang. Han och hans bror, John, bodde hos sina farföräldrar i 6 år, innan de flyttade till USA med sina föräldrar. De levde i Scarsdale, New York. Ett år senare flyttade de till Greenwich, Connecticut där de båda bröderna började spela country eftersom deras far föredrog det. Vid 9 års ålder började Michael i en kyrkokör, och när han var 11 upptäckte han Led Zeppelin. Deras far tillät inte dem att spela rockmusik, vilket var hjärtekrossande för dem. Bröderna startade ett rockband som bröt upp innan de hann släppa en skiva. Många år senare träffade Michael Chris Risola, James Ward och Jack Wilkinson, de kom att starta ett band som hette Red Alert, men de var tvungna att byta namn på grund av copyrightlagen, och Steelheart var skapat.
2010 turnerade Michael med Ray Manzarek och Robby Krieger från rockbandet The Doors.

## Diskografi

### Med Steelheart
Studioalbum
- 1990 – Steelheart
- 1992 – Tangled in Reins
- 1996 – Wait
- 2008 – Good 2B Alive
- 2017 – Through Worlds of Stardust

Singlar
- 1990 – "Can't Stop Me Lovin' You"
- 1991 – "I'll Never Let You Go"
- 1991 – "She's Gone"
- 1991 – "Everybody Loves Eileen"
- 1992 – "Mama Don't You Cry"
- 1996 – "Wait"
- 2008 – "Good 2B Alive"
- 2011 – "Black Dog" (Led Zeppelin-cover)
- 2017 – "Got Me Runnin' "
- 2017 – "Lips of Rain"